# Arnaud de Cervole
Arnaud de Cervole (1320 circa – Mâcon, 25 maggio 1366) è stato un mercenario e brigante francese, conosciuto anche come l'Arciprete (in francese l'Archiprêtre), attivo durante la Guerra dei cent'anni.

## Biografia

### Primi anni
Nacque nella piccola nobiltà in quello che oggi è il Lot-et-Garonne nel Périgord intorno all'anno 1300. Anche se laico, possedeva il feudo ecclesiastico di Velines in Dordogna; per questo fu chiamato Arciprete di Vélines (Archiprêtre de Velines). Fu in seguito privato del suo beneficio dall'arcivescovo di Bordeaux perché si mescolava "con briganti e uomini di bassa estrazione".
L'Arciprete si fece rapidamente un nome nel mondo dei mercenari specializzati nello scalare le mura dei castelli. La sua ascesa fulminea, nonostante il suo status nobile, stupì i suoi contemporanei.
All'inizio del 1350, Arnaud comandava una banda di 80 uomini nel sud-ovest della Francia ed era noto per la sua abilità nel conquistare città e castelli fortificati con scale. Era ugualmente noto per aver ripetutamente attraversato la linea tra il servizio militare e il banditismo. Nel 1356 fu ferito e catturato dopo aver combattuto nelle forze del conte di Alençon nella battaglia di Poitiers. Dopo il suo rilascio sposò una ricca vedova. Nel 1357, Arnaud de Cervole sposò Jeanne de Graçay, e dopo sposò Enguerran di Eudin.

### Capo bandito
Nel 1357 Arnaud fu eletto comandante della "Grande Compagnia", un insieme sciolto di compagnie di predoni di varie nazionalità. Mentre la maggior parte delle compagnie ordinarie non contava più di poche centinaia di uomini, il mutamento di membri portato al suo apice costituiva un esercito di circa 2700 uomini. Nel 1358, Arnaud e le sue truppe si recarono ad Avignone dove papa Innocenzo VI gli diede 20.000 fiorini d'oro da distribuire tra i suoi compagni in cambio della rinuncia a tutti i castelli che i suoi uomini avevano occupato nei territori papali.
Il Delfino Carlo di Francia attinse al suo servizio fino alla pace di Brétigny (1360). Nel 1363 Arnaud de Cervole e i suoi uomini iniziarono a saccheggiare le campagne. La sua era una delle tante cosiddette bande Tard-Venus, gruppi di mercenari rimasti senza lavoro alla fine delle ostilità.
Le sue truppe attaccarono Avignone e ricattarono il papa. Saccheggiarono poi la Borgogna e attraversarono il Rodano il 13 luglio 1357.

### La Battaglia di Brignais
Nel 1362 fu ingaggiato dal re Giovanni II di Francia per occuparsi dei briganti, inviandolo con un piccolo esercito reale guidato dal conte di Tancarville e dal conte de la Marche. Questo esercito fu sconfitto nella battaglia di Brignais, dove Arnaud fu catturato. Qui le truppe radunate dal re furono messe in rotta a causa del tradimento dell'Arciprete.

### Crociata fallita e morte
Nel 1365, il duca di Borgogna si offrì di condurre una grande crociata contro i turchi in Ungheria (per eliminare le compagnie del regno di Francia). La crociata ebbe l'appoggio di Papa Urbano V che voleva sbarazzarsi delle compagnie Tard-Venus operanti nella Valle del Rodano, ma non avvenne mai. Anche se l'arciprete si mise a raccogliere mercenari, il progetto procedette lentamente e molti si dispersero di nuovo entro la fine dell'anno. Un nuovo tentativo fu fatto nel 1366, ma i problemi di approvvigionamento causarono malcontento.
Il 25 maggio 1366, Arnaud de Cervole fu assassinato dai suoi stessi uomini, mentre il suo esercito si accampava vicino a Mâcon, prima di passare la Saône.

## Nella cultura popolare
Arnaud (come 'L'archprestre et ses Bretons') è citato più volte in Le livre dou voir dit di Guillaume de Machaut.
Arnaud (come Arnaut) appare come un personaggio nel romanzo Timeline di Michael Crichton e nel suo adattamento cinematografico, dove è interpretato da Lambert Wilson.